# Ayuntamiento de Cebú
El Ayuntamiento de Cebú es la sede oficial del gobierno de la Ciudad de Cebú, ubicada en Barangay Santo Niño, Ciudad de Cebú, Filipinas. Compuesto por dos edificios, a saber, el Edificio Ejecutivo y el Edificio Legislativo, es donde el alcalde de la ciudad de Cebú ocupa el cargo y alberga el Ayuntamiento de Cebú. También alberga varias oficinas bajo el gobierno de la ciudad de Cebú.
En 2006, el gobierno de la ciudad gastó 120 millones₱  para renovar su edificio legislativo, donde 15 millones provinieron de la Autoridad de Turismo de Filipinas, y fue inaugurado oficialmente por la presidenta Gloria Macapagal Arroyo el 24 de julio de 2008 junto con la nueva Plaza Sugbo.
Con el objetivo de descongestionar el tráfico en el centro de la ciudad, el entonces alcalde Michael Rama propuso en 2015 la transferencia del Ayuntamiento de Cebú a South Road Properties y convertir dicho edificio en un museo, ya que estaba cerca de importantes monumentos históricos de la ciudad, como la Basílica del Santo Niño, la Cruz de Magallanes, la Catedral Metropolitana de Cebú, el Fuerte de San Pedroo, la Plaza Independencia, el Museo Catedralicio de Cebú, entre otros. Estaba leyendo una página sobre la construcción de un complejo gubernamental en Putrajaya, que es la sede del gobierno de Malasia.